# Home Plate
Home Plate är ett musikalbum av Bonnie Raitt, lanserat 1975 på Warner Bros. Records. Skivan som producerades av Paul A. Rothchild innebar att Raitt fick sin dittills högsta placering på Billboard 200-listan, plats 43. Jämfört med Raitts tidigare skivor är skivan musikaliskt mainstreaminriktad, och hennes tidigare ljudbild av blues, country och folkmusik mer nedtonad. Rolling Stones recensent John Morthland var försiktigt positiv till skivan som han menade var en förbättring gentemot det föregående albumet Streetlights, men anmärkte på att låtmaterialet var ojämnt. Robert Christgau på The Village Voice var betydligt mer positivt inställd till skivan, och skrev att han "älskade alla låtar".

## Låtlista
1. "What Do You Want the Boy to Do?" (Allen Toussaint) – 3:19
2. "Good Enough" (John Hall, Johanna Hall) – 2:56
3. "Run Like a Thief" (J.D. Souther) – 3:02
4. "Fool Yourself" (Fred Tackett) – 3:04
5. "My First Night Alone Without You" (Kin Vassy) – 3:07
6. "Walk Out the Front Door" (Mark T. Jordan, Rip Stock) – 3:09
7. "Sugar Mama" (Delbert McClinton, Glen Clark) – 3:45
8. "Pleasin' Each Other" (Bill Payne, Fran Tate) – 3:44
9. "I'm Blowin' Away" (Eric Kaz) – 3:25
10. "Your Sweet and Shiny Eyes" (Nan O'Byrne) – 2:47

## Fotnoter
1. ↑  https://www.billboard.com/music/bonnie-raitt/chart-history/billboard-200
2. ↑  https://www.rollingstone.com/music/music-album-reviews/home-plate-201294/
3. ↑  http://www.robertchristgau.com/get_artist.php?name=bonnie+raitt